# Lista siturilor arheologice din județul Botoșani - J
Lista siturilor arheologice din județul Botoșani - J conține toate siturile arheologice din județul Botoșani înscrise în Repertoriul Arheologic Național (RAN) și aflate în localități al căror nume începe cu litera J. RAN este administrat de Ministerul Culturii și Patrimoniului Național și cuprinde date științifice, cartografice, topografice, imagini și planuri, precum și orice alte informații privitoare la zonele cu potențial arheologic, studiate sau nu, încă existente sau dispărute.
Puteți căuta un sit din localitățile care încep cu litera J folosind formularul de mai jos sau puteți naviga prin toate siturile din județ la Lista siturilor arheologice din județul Botoșani.
| Cod RAN     | Denumire | Localitate                  | Adresă                 | Datare                                      | Descoperit                                 | Coordonate                                    | Imagine           | Erori            |
| ----------- | --- | --------------------------- | ---------------------- | ------------------------------------------- | ------------------------------------------ | --------------------------------------------- | ----------------- | ---------------- |
| 39907.01.01 | Situl arheologic de la Joldești - La Aramă / ansamblu anonim (Categorie: locuire civilă) (Tip: Așezare deschisă)    | sat Joldești, comuna Vorona | La Aramă               | getică 650-300 ani                          | A. Păunescu, P. Șadurschi, V. Chirica 1974 | 47°32′44″N 26°34′50″E / 47.54558°N 26.58054°E | Încărcați imagine | Raportați eroare |
| 39907.01.02 | Situl arheologic de la Joldești - La Aramă / ansamblu anonim (Categorie: locuire civilă) (Tip: Așezare deschisă)    | sat Joldești, comuna Vorona | La Aramă               | Sântana de Mureș - Cerneahov sec. IV - V    | A. Păunescu, P. Șadurschi, V. Chirica 1974 | 47°32′44″N 26°34′50″E / 47.54558°N 26.58054°E | Încărcați imagine | Raportați eroare |
| 39907.01.03 | Situl arheologic de la Joldești - La Aramă / ansamblu anonim (Categorie: locuire civilă) (Tip: Așezare)             | sat Joldești, comuna Vorona | La Aramă               | sec. XVIII                                  | A. Păunescu, P. Șadurschi, V. Chirica 1974 | 47°32′44″N 26°34′50″E / 47.54558°N 26.58054°E | Încărcați imagine | Raportați eroare |
| 39907.02.01 | Situl arheologic de la Joldești - La Curte / ansamblu anonim (Categorie: locuire civilă) (Tip: Așezare deschisă)    | sat Joldești, comuna Vorona | La Curte               |                                             | prof. V. Varganici 1974                    | 47°33′24″N 26°34′21″E / 47.5568°N 26.57258°E  | Încărcați imagine | Raportați eroare |
| 39907.02.02 | Situl arheologic de la Joldești - La Curte / ansamblu anonim (Categorie: locuire civilă) (Tip: Necropolă plană)     | sat Joldești, comuna Vorona | La Curte               | sec. XV - XIX                               | prof. V. Varganici 1974                    | 47°33′24″N 26°34′21″E / 47.5568°N 26.57258°E  | Încărcați imagine | Raportați eroare |
| 36177.01.01 | Situl arheologic de la Jijia-Siliște / ansamblu anonim (Categorie: locuire civilă) (Tip: Așezare)                   | sat Jijia, comuna Albești   | Siliște                |                                             | Gh. Andriescu 1982                         | 47°39′33″N 27°05′20″E / 47.65918°N 27.08878°E | Încărcați imagine | Raportați eroare |
| 36177.01.02 | Situl arheologic de la Jijia-Siliște / ansamblu anonim (Categorie: locuire civilă) (Tip: Așezare)                   | sat Jijia, comuna Albești   | Siliște                | Corlăteni - Chișinău aprox. 1.200-800 ani   | Gh. Andriescu 1982                         | 47°39′33″N 27°05′20″E / 47.65918°N 27.08878°E | Încărcați imagine | Raportați eroare |
| 36177.01.03 | Situl arheologic de la Jijia-Siliște / ansamblu anonim (Categorie: locuire civilă) (Tip: Așezare)                   | sat Jijia, comuna Albești   | Siliște                | getică aprox. 450-300 ani                   | Gh. Andriescu 1982                         | 47°39′33″N 27°05′20″E / 47.65918°N 27.08878°E | Încărcați imagine | Raportați eroare |
| 36177.01.04 | Situl arheologic de la Jijia-Siliște / ansamblu anonim (Categorie: locuire civilă) (Tip: Așezare)                   | sat Jijia, comuna Albești   | Siliște                | Sântana de Mureș - Cerneahov sec. IV - V    | Gh. Andriescu 1982                         | 47°39′33″N 27°05′20″E / 47.65918°N 27.08878°E | Încărcați imagine | Raportați eroare |
| 36177.01.05 | Situl arheologic de la Jijia-Siliște / ansamblu anonim (Categorie: locuire civilă) (Tip: Așezare)                   | sat Jijia, comuna Albești   | Siliște                |                                             | Gh. Andriescu 1982                         | 47°39′33″N 27°05′20″E / 47.65918°N 27.08878°E | Încărcați imagine | Raportați eroare |
| 36177.01.06 | Situl arheologic de la Jijia-Siliște / ansamblu anonim (Categorie: locuire civilă) (Tip: necropola)                 | sat Jijia, comuna Albești   | Siliște                |                                             | Gh. Andriescu 1982                         | 47°39′33″N 27°05′20″E / 47.65918°N 27.08878°E | Încărcați imagine | Raportați eroare |
| 36177.02.01 | Situl arheologic de la Jijia-După Sat / ansamblu anonim (Categorie: locuire civilă) (Tip: Așezare)                  | sat Jijia, comuna Albești   | După Sat               | Horodiștea-Gordinești aprox.3.500-2.500 ani | prof. C. Zerfaș 1977                       | 47°39′31″N 27°04′34″E / 47.65856°N 27.076°E   | Încărcați imagine | Raportați eroare |
| 36177.02.02 | Situl arheologic de la Jijia-După Sat / ansamblu anonim (Categorie: locuire civilă) (Tip: Așezare)                  | sat Jijia, comuna Albești   | După Sat               | Noua aprox. 1500/1400-1150 ani              | prof. C. Zerfaș 1977                       | 47°39′31″N 27°04′34″E / 47.65856°N 27.076°E   | Încărcați imagine | Raportați eroare |
| 36177.02.03 | Situl arheologic de la Jijia-După Sat / ansamblu anonim (Categorie: locuire civilă) (Tip: Așezare)                  | sat Jijia, comuna Albești   | După Sat               |                                             | prof. C. Zerfaș 1977                       | 47°39′31″N 27°04′34″E / 47.65856°N 27.076°E   | Încărcați imagine | Raportați eroare |
| 36177.06.01 | Situl arheologic de la Jijia-Siliștea Crăciunenilor / ansamblu anonim (Categorie: locuire civilă) (Tip: Așezare)    | sat Jijia, comuna Albești   | Siliștea Crăciunenilor | Noua aprox. 1500/1400-1150 ani              | 1870                                       | 47°38′48″N 27°06′41″E / 47.64674°N 27.11127°E | Încărcați imagine | Raportați eroare |
| 36177.06.02 | Situl arheologic de la Jijia-Siliștea Crăciunenilor / ansamblu anonim (Categorie: locuire civilă) (Tip: Așezare)    | sat Jijia, comuna Albești   | Siliștea Crăciunenilor | getică aprox. 650-450/300 ani               | 1870                                       | 47°38′48″N 27°06′41″E / 47.64674°N 27.11127°E | Încărcați imagine | Raportați eroare |
| 36177.06.03 | Situl arheologic de la Jijia-Siliștea Crăciunenilor / ansamblu anonim (Categorie: locuire civilă) (Tip: Așezare)    | sat Jijia, comuna Albești   | Siliștea Crăciunenilor | getică aprox. 450-300 ani                   | 1870                                       | 47°38′48″N 27°06′41″E / 47.64674°N 27.11127°E | Încărcați imagine | Raportați eroare |
| 36177.06.04 | Situl arheologic de la Jijia-Siliștea Crăciunenilor / ansamblu anonim (Categorie: locuire civilă) (Tip: Așezare)    | sat Jijia, comuna Albești   | Siliștea Crăciunenilor | Sântana de Mureș - Cerneahov sec. IV - V    | 1870                                       | 47°38′48″N 27°06′41″E / 47.64674°N 27.11127°E | Încărcați imagine | Raportați eroare |
| 36177.06.05 | Situl arheologic de la Jijia-Siliștea Crăciunenilor / ansamblu anonim (Categorie: locuire civilă) (Tip: Așezare)    | sat Jijia, comuna Albești   | Siliștea Crăciunenilor |                                             | 1870                                       | 47°38′48″N 27°06′41″E / 47.64674°N 27.11127°E | Încărcați imagine | Raportați eroare |
| 36177.05.01 | Situl arheologic de la Jijia-Bulgăria lui Bolocan / ansamblu anonim (Categorie: locuire civilă) (Tip: Așezare)      | sat Jijia, comuna Albești   | Bulgăria lui Bolocan   | Cucuteni - B2                               | A. Păunescu, P. Șadurschi 1982             | 47°39′11″N 27°05′46″E / 47.65308°N 27.09604°E | Încărcați imagine | Raportați eroare |
| 36177.05.02 | Situl arheologic de la Jijia-Bulgăria lui Bolocan / ansamblu anonim (Categorie: locuire civilă) (Tip: Așezare)      | sat Jijia, comuna Albești   | Bulgăria lui Bolocan   | Noua aprox. 1500/1400-1150 ani              | A. Păunescu, P. Șadurschi 1982             | 47°39′11″N 27°05′46″E / 47.65308°N 27.09604°E | Încărcați imagine | Raportați eroare |
| 36177.05.03 | Situl arheologic de la Jijia-Bulgăria lui Bolocan / ansamblu anonim (Categorie: locuire civilă) (Tip: Așezare)      | sat Jijia, comuna Albești   | Bulgăria lui Bolocan   |                                             | A. Păunescu, P. Șadurschi 1982             | 47°39′11″N 27°05′46″E / 47.65308°N 27.09604°E | Încărcați imagine | Raportați eroare |
| 36177.05.04 | Situl arheologic de la Jijia-Bulgăria lui Bolocan / ansamblu anonim (Categorie: locuire civilă) (Tip: Așezare)      | sat Jijia, comuna Albești   | Bulgăria lui Bolocan   |                                             | A. Păunescu, P. Șadurschi 1982             | 47°39′11″N 27°05′46″E / 47.65308°N 27.09604°E | Încărcați imagine | Raportați eroare |
| 36177.03.01 | Așezarea dacilor liberi de la Jijia-Vatra Satului / ansamblu anonim (Categorie: locuire civilă) (Tip: Așezare)      | sat Jijia, comuna Albești   | Vatra Satului          | dacilor liberi sec. II - III                | C. Andriescu 1977                          | 47°39′13″N 27°04′48″E / 47.65364°N 27.08006°E | Încărcați imagine | Raportați eroare |
| 36177.09.01 | Movila la Jijia-Valea Ungureanului / ansamblu anonim (Categorie: descoperire funerară) (Tip: Tumul)                 | sat Jijia, comuna Albești   | Valea Ungureanului     |                                             | O.L. Șovan 2009                            | 47°39′44″N 27°03′53″E / 47.66222°N 27.06471°E | Încărcați imagine | Raportați eroare |
| 39907.03.01 | Așezarea medievală de la Joldești - Puturosul / ansamblu anonim (Categorie: locuire civilă) (Tip: Așezare deschisă) | sat Joldești, comuna Vorona | Puturosul              |                                             | N. Ursulescu 1975                          | 47°32′30″N 26°36′05″E / 47.54164°N 26.60133°E | Încărcați imagine | Raportați eroare |
| 36177.08.01 | Movilă la Jijia-Dealul Todirenilor / ansamblu anonim (Categorie: descoperire funerară) (Tip: Tumul)                 | sat Jijia, comuna Albești   | Dealul Todirenilor     |                                             | O.L. Șovan                                 | 47°38′45″N 27°05′00″E / 47.64585°N 27.08341°E | Încărcați imagine | Raportați eroare |
| 36177.07.01 | Movilă Jumătățeni de la Jijia / ansamblu anonim (Categorie: descoperire funerară) (Tip: Movilă)                     | sat Jijia, comuna Albești   | Movila Jumătățeni      |                                             | O.L. Șovan 2009                            | 47°39′49″N 27°08′39″E / 47.6635°N 27.14414°E  | Încărcați imagine | Raportați eroare |